# Pumari Kiš
Pumari Kiš (také Pumari Chhish, Pumarikish nebo Peak 11) je hora vysoká 7 492 m n. m. nacházející se v pohoří Karákóram v Pákistánu asi 4 km východně od vrcholu Kunjang Kiš. 

## Prvovýstup
O výstup na Pumari Kiš se poprvé pokusila o rakouská expedice v roce 1974, které se nepodařilo překonat ledovec Yazghil na severní straně vrcholu. V roce 1979 se japonské expedici společně s pákistánským armádním důstojníkem podařilo provést dlouhý výstup z ledovce Khunyang přes hřeben na horní ledovec Yazghil a vystoupili severním hřebenem na vrchol Pumari Kiš.
Nejsou zaznamenány žádné další úspěšné výstupy na vrchol. 